# Ilipula anguicula
Genre
Espèce
Ilipula anguicula, unique représentant du genre Ilipula, est une espèce d'araignées aranéomorphes de la famille des Pisauridae.

## Distribution
Cette espèce est endémique du Viêt Nam.

## Description
Ilipula anguicula mesure de 14 à 15 mm.

## Publication originale
- Simon, 1903 : Descriptions d'arachnides nouveaux. Annales de la Société entomologique de Belgique, vol. 47, p. 21-39 (texte intégral).